# Антифан Македонский
Антифа́н Македо́нский (др.-греч. Ἀντιφάνης, лат. Antiphanes) — древнегреческий поэт I века до н. э. — I века н. э. Сохранилось 10 его эпиграмм.
Филипп Фессалоникийский, включивший стихотворения Антифана в свой сборник (около 40 года н. э.), сравнил их с розами.